# Mosquiter de Rote
El mosquiter de Rote (Phylloscopus rotiensis) és una espècie d'ocell de la família dels fil·loscòpids (Phylloscopidae). És endèmic de l'illa de Rote, a Indonèsia. Els seus hàbitats principals són els boscos tropicals i subtropicals de frondoses secs i les àrees forestals fortament degradades. El seu estat de conservació es considera gairebé amenaçat.